# Stoeba plicata
Stoeba plicata är en svampdjursart som först beskrevs av Schmidt 1868.  Stoeba plicata ingår i släktet Stoeba och familjen Pachastrellidae.
Artens utbredningsområde är Algeriet. Inga underarter finns listade i Catalogue of Life.